# السياحة في أفغانستان

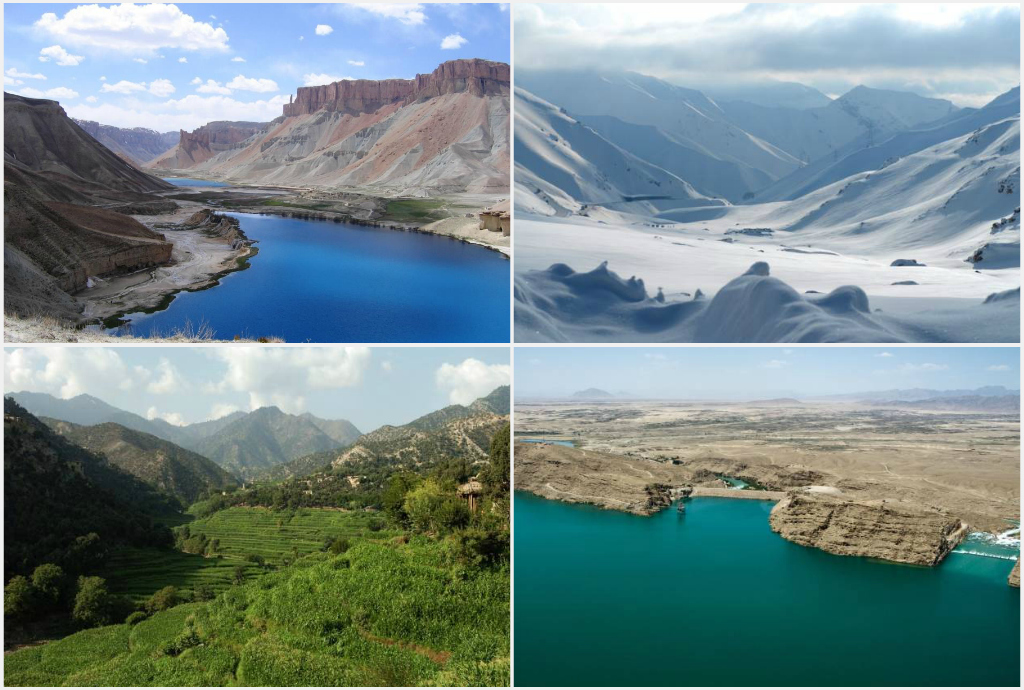
بعض المناظر الطبيعية الشعبية في أفغانستان ، من اليسار إلى اليمين: 1. منتزه باند أمير الوطني ؛ 2. ممر سالانج في محافظة بروان ؛ 3. وادي كورنجال في مقاطعة كونار ؛ و 4. سد كجكي في وادي ولاية هلمند

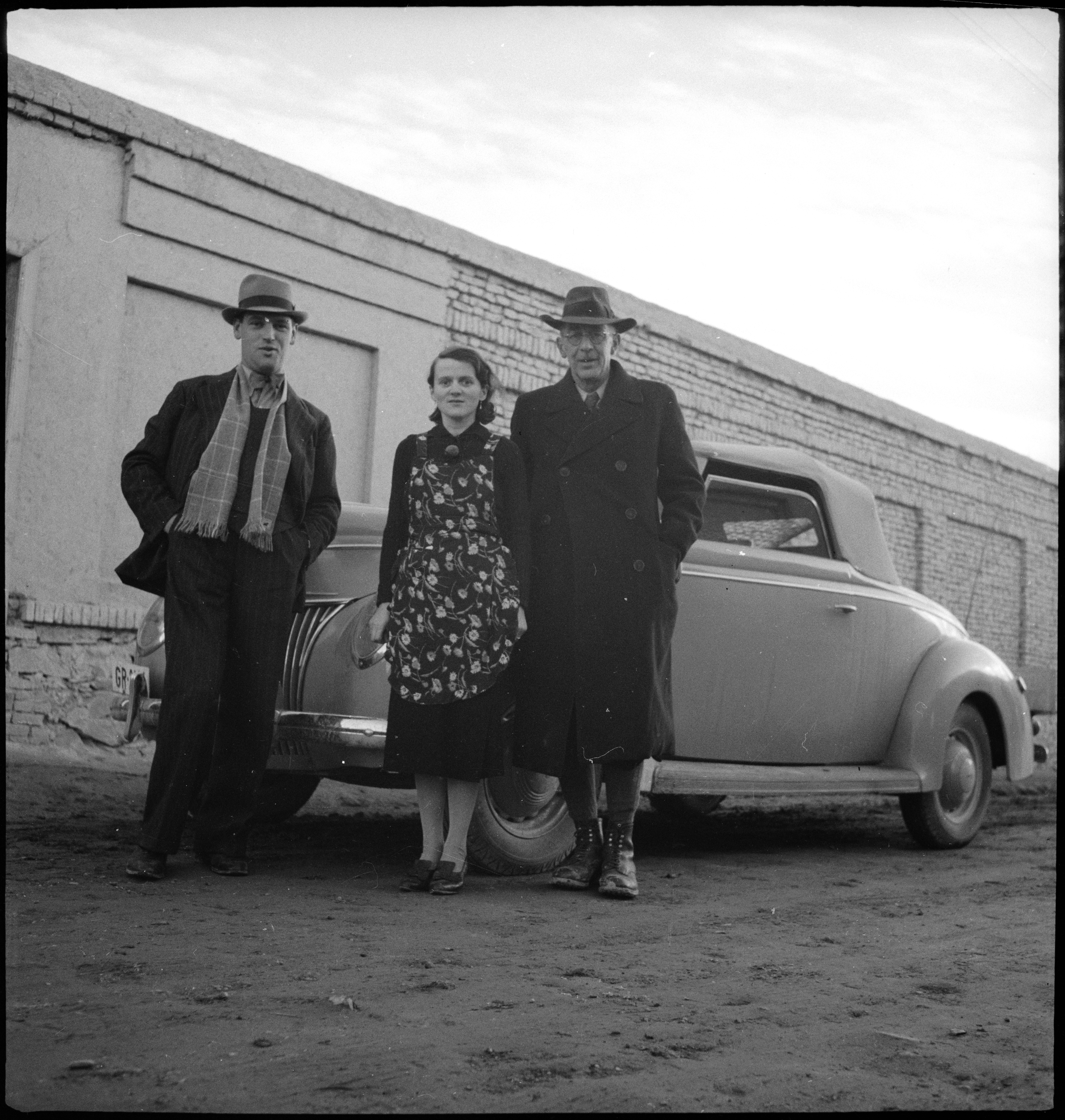
سائحون أجانب في كابول، حوالي عام 1940م

السياحة في أفغانستان، بالإنجليزية (Tourism in Afghanistan) - يتم تنظيم السياحة في أفغانستان والإشراف عليها من قبل وزارة الإعلام والثقافة الأفغانية. يوجد ما لا يقل عن 350 شركة سياحة تعمل في أفغانستان.  بلغت السياحة ذروتها قبل ثورة ثور عام 1978م، والتي أعقبتها سنوات طويلة من الحرب .  ما بين عامي 2013م و2016م، أصدرت السفارات الأفغانية ما بين 15 ألفًا و20 ألف تأشيرة سياحية سنويًا.   وبعد عودة حركة طالبان إلى السلطة في أغسطس2021م، ارتفع عدد الزوار تدريجيًا من 691 في عام 2021م، إلى 2300 في عام 2022م، ليصل إلى 7000 في عام 2023م. 
توجد في أفغانستان أربعة مطارات دولية، وهي: مطار كابول الدولي، ومطار مزار شريف الدولي، ومطار أحمد شاه بابا الدولي في قندهار، ومطار هراة الدولي . كما يوجد بها عدد من المطارات المحلية الأصغر مثل: مطار باميان، مطار بوست، مطار شغشران، مطار فراه، مطار فيض آباد ، مطار غزنة، مطار جلال آباد، مطار خوست، مطار قندوز، مطار ميمنه، مطار نيلي، مطار تارينكوت، ومطار زرانج.
تتواجد دور الضيافة والفنادق في كل مدينة في أفغانستان. من الفنادق الرئيسية المتواجدة في العاصمة كابول: فندق سيرينا كابول، وفندق إنتركونتيننتال كابول، وفندق صافي لاندمارك . تقدم معظم الأماكن في البلاد المأكولات الأفغانية التقليدية.

## بدخشان

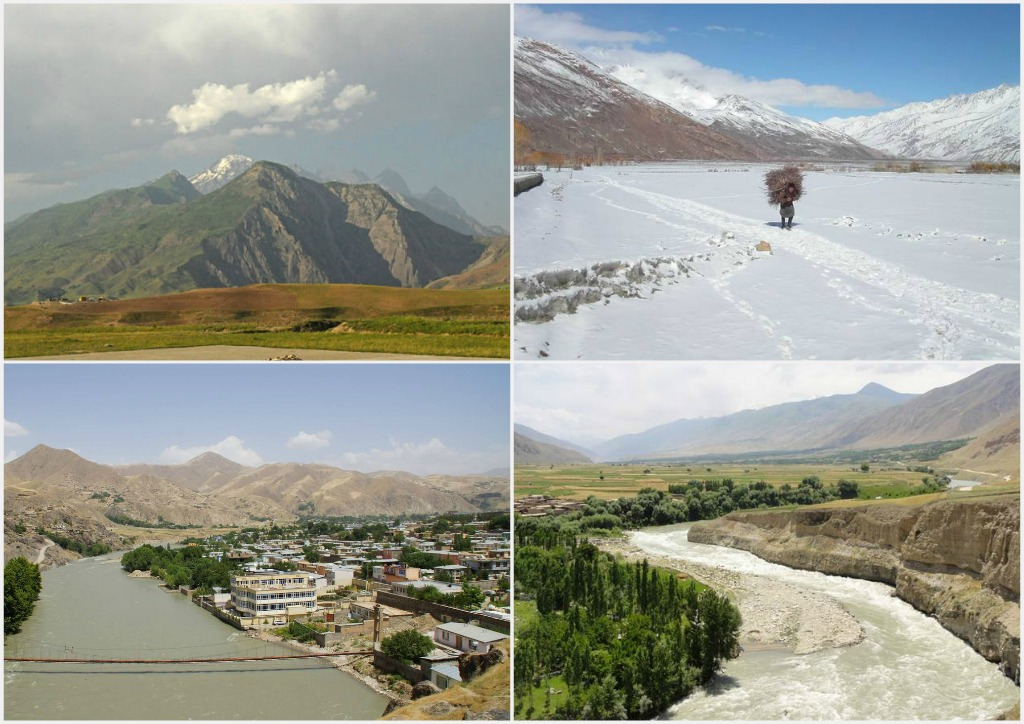
ولاية بدخشان

فيض آباد، عاصمة وأكبر مدينة في ولاية بدخشان، تحتوي على العديد من الفنادق والمعالم السياحية. يخدم مطار فيض آباد سكان المحافظة بأكملها. هناك أيضًا شبكة طرق من فيض آباد إلى مناطق أخرى. يمكن للسياح حجز فندق في المدينة، ومن ثم القيادة من هناك إلى بلدة إشكاشم، وهي بلدة حدودية تقع بجوار الحدود بين أفغانستان وطاجيكستان. ويمكنهم بعد ذلك القيادة إلى حديقة واخان الوطنية في منطقة واخان حتى بازاي جونباد أو ممر واخجير ( الحدود بين أفغانستان والصين ).    وواخان هي واحدة من أكثر المناطق برودة وعزلة في أفغانستان.  وفيما يلي بعض المواقع السياحية البارزة في ولاية بدخشان:
- حديقة واخان الوطنية

## بادغيس
وفيما يلي بعض المواقع السياحية البارزة في ولاية بادغيس:
- شاه مشهد
- جبال باروباميسوس

## بغلان
وفيما يلي بعض المواقع السياحية البارزة في مقاطعة بغلان:
- موقع سورخ كوتال الأثري

## بلخ
- المسجد الأزرق (مقام علي)
- المسجد الأخضر، بلخ
- مئذنة زاديان
- قلعة جانكي

## باميان

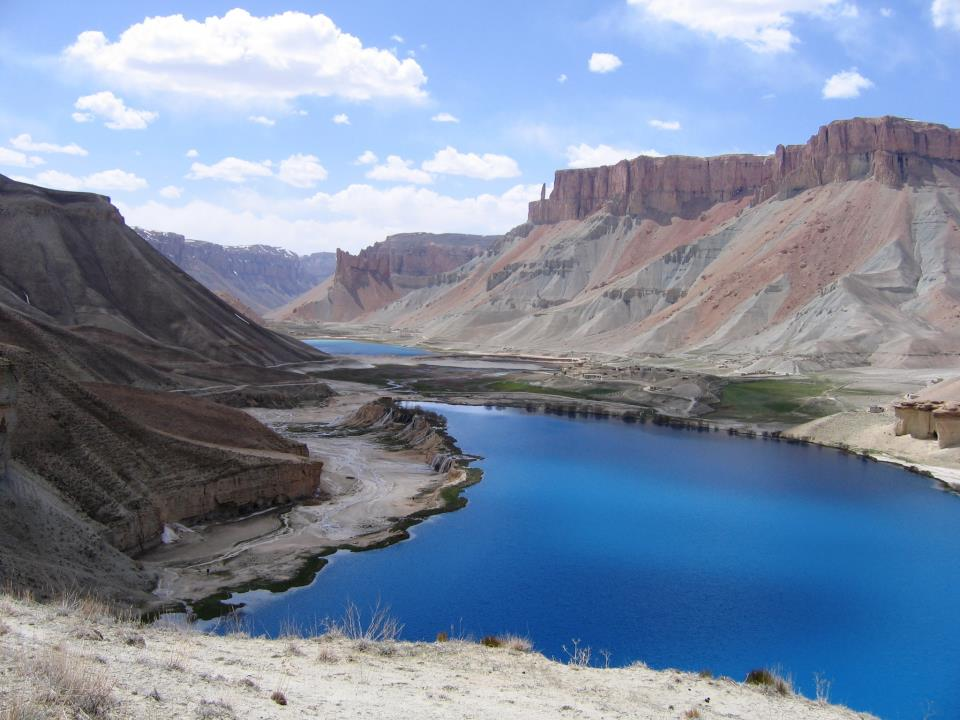
منتزه بند أمير الوطني في ولاية باميان بأفغانستان

تقع منتزه باند إي أمير الوطني في ولاية باميان في أفغانستان.  ويوجد في مدينة باميان، عاصمة المحافظة، العديد من الفنادق الحديثة.  ويقع أيضًا موقع تماثيل بوذا في باميان في هذه المقاطعة.  يزور بعض الأشخاص باميان في الشتاء بهدف ممارسة رياضة التزلج.  وفيما يلي بعض المواقع السياحية البارزة في محافظة باميان:
- منتزه باند إي أمير الوطني
- تماثيل بوذا في بامييان
- شهر غلغله (مدينة الصراخ)
- زهاك (شهر ضحاك)
- محمية وادي أجار الطبيعية

## دايكندي
وفيما يلي بعض المواقع السياحية البارزة في ولاية دايكندي:
- نهر هلمند

## فرآه
وفيما يلي بعض المعالم السياحية البارزة في ولاية فرآه:
- قلعة فرآه
- قبر محمد الجواونبوري

## فارياب
وفيما يلي بعض المواقع السياحية البارزة في مقاطعة فارياب:
- نهر شيرين تاجاب
- أندخوي

## غزنة

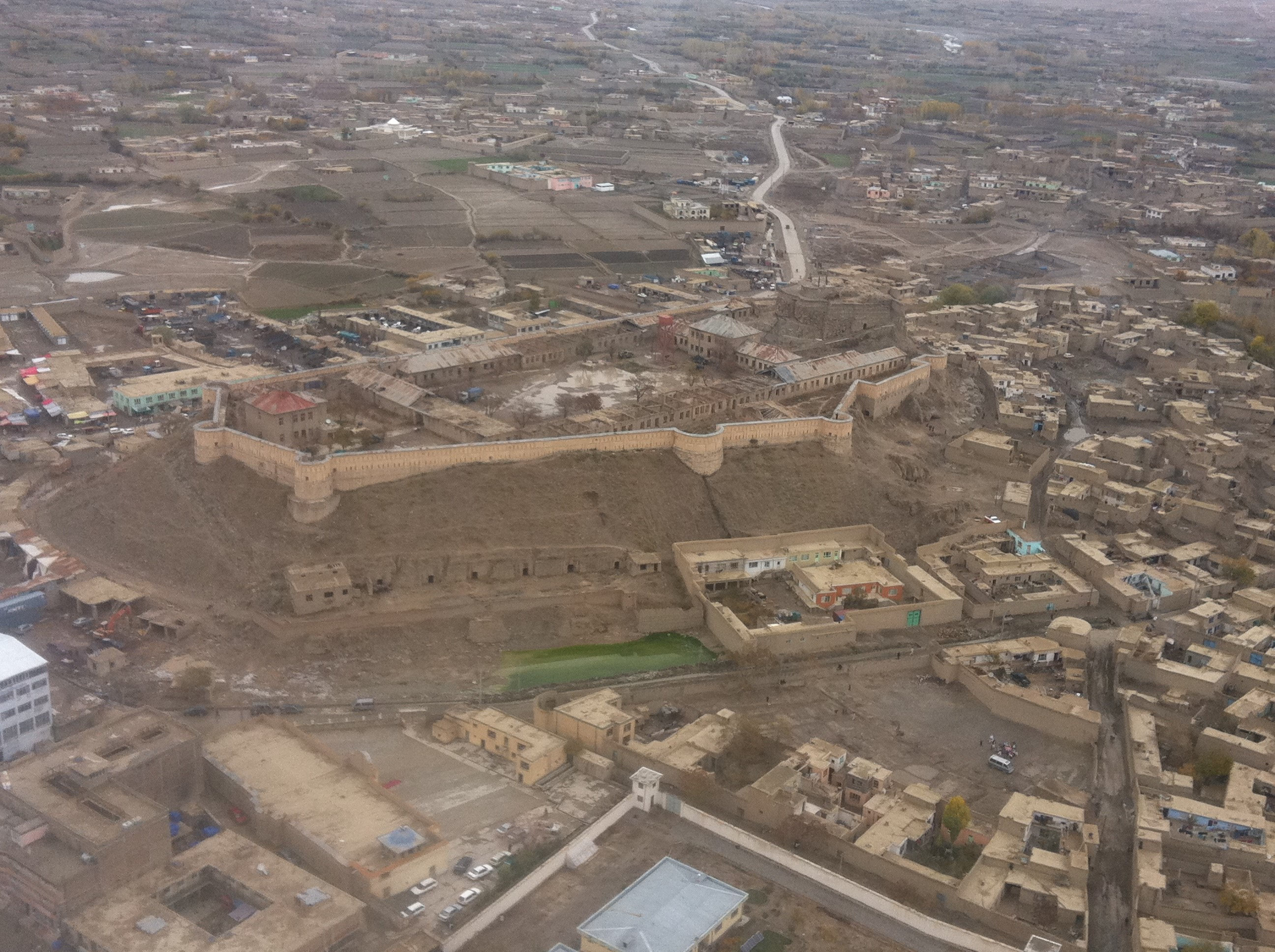
قلعة غزنة

يقع عدد من الأضرحة الخاصة  بالحكام الغزنويين في مدينة غزنة القديمة وما حولها. وفيما يلي بعض المواقع البارزة التي يمكن للمسافرين والسياح زيارتها في ولاية غزنة:
- باند إي سلطان
- مدفن البيروني
- مدفن محمود الغزنوي
- قلعة غزنة
- مآذن غزنة
- جاغوري
- سد سردا باند
- قصر السلطان مسعود الثالث
- متحف الفن الإسلامي، غزنة

## غور
وفيما يلي بعض المواقع السياحية البارزة في ولاية غور:
- مئذنة جام المدرجة على قائمة التراث العالمي لليونسكو

## هلمند

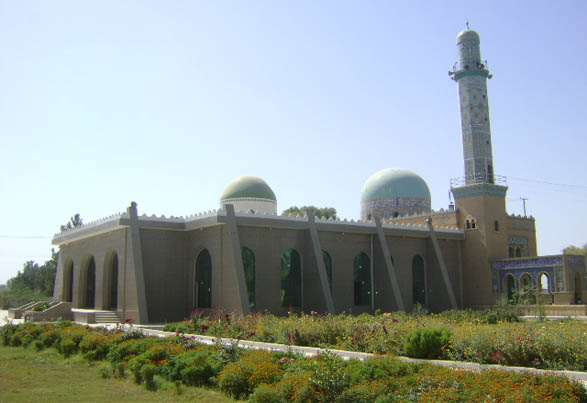
مسجد لشكركاه

وفيما يلي بعض المواقع السياحية البارزة في ولاية هلمند:
- سد كاجاكي
- مسجد لشكركاه
- سوق لشكري
- قلعة بوست
- وادي سنجين

## هرات

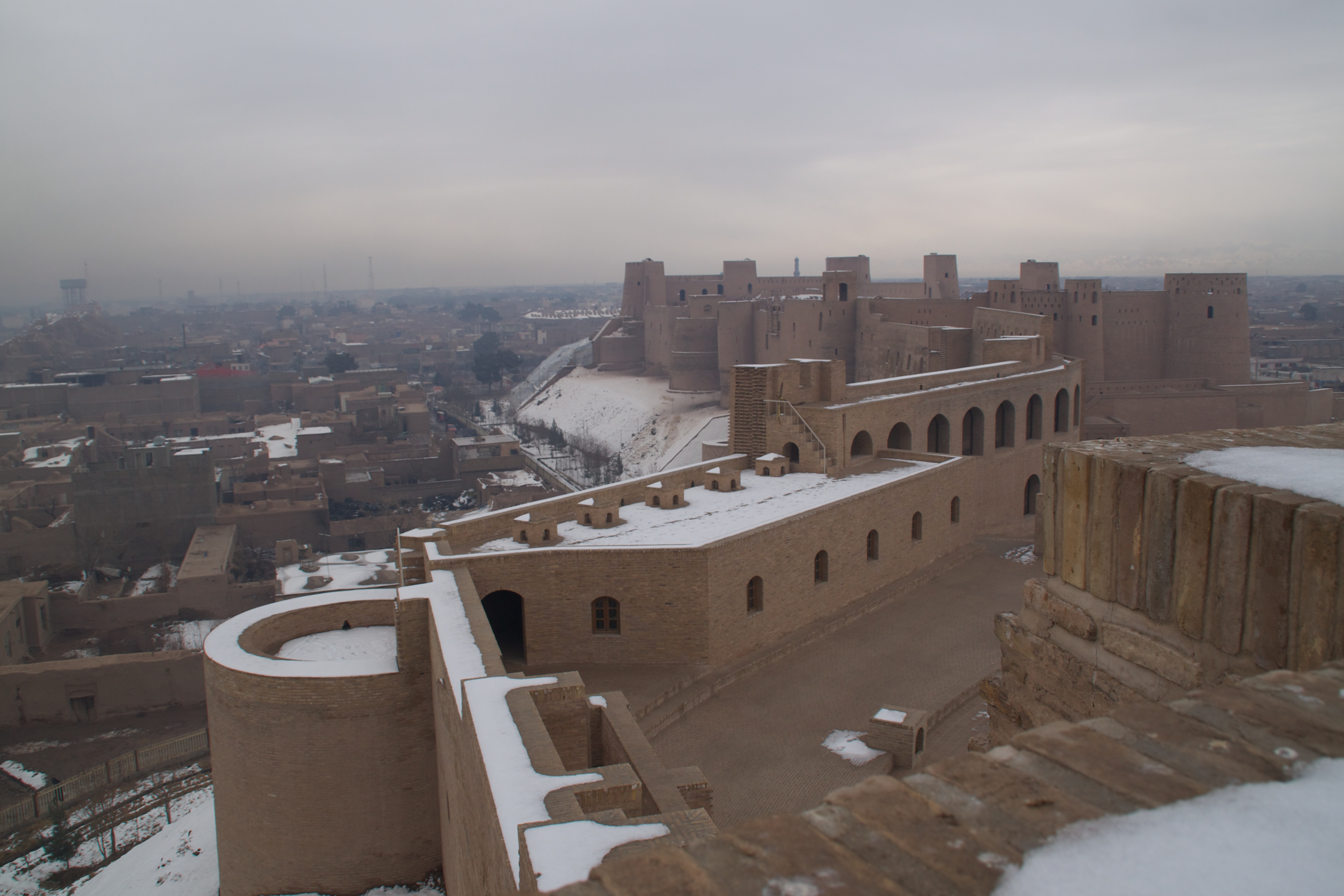
قلعة هرات في هرات ، أفغانستان

هرات، وهي عاصمة ولاية هرات، عبارة عن مدينة قديمة تضم العديد من المواقع التاريخية التي يمكن للزوار رؤيتها.   وفيما يلي بعض المواقع السياحية البارزة في ولاية هرات:
- ضريح جوهر شاد
- المسجد الكبير(مسجد الجمعة) في هرات
- قلعة هرات
- إسلام قلعة (مدينة حدودية بالقرب من الحدود الأفغانية الإيرانية )
- متحف الجهاد
- مجمع المصلى
- سد سلمى (سد الصداقة الأفغانية الهندية)
- مقام الخواجة عبد الله
- متحف هرات الوطني
- متحف الجهاد
- تخت (عرش) سفر [15]

## جوزجان
وفيما يلي بعض المواقع السياحية البارزة في ولاية جوزجان:
- موقع تيليا تيبي الأثري

## كابول

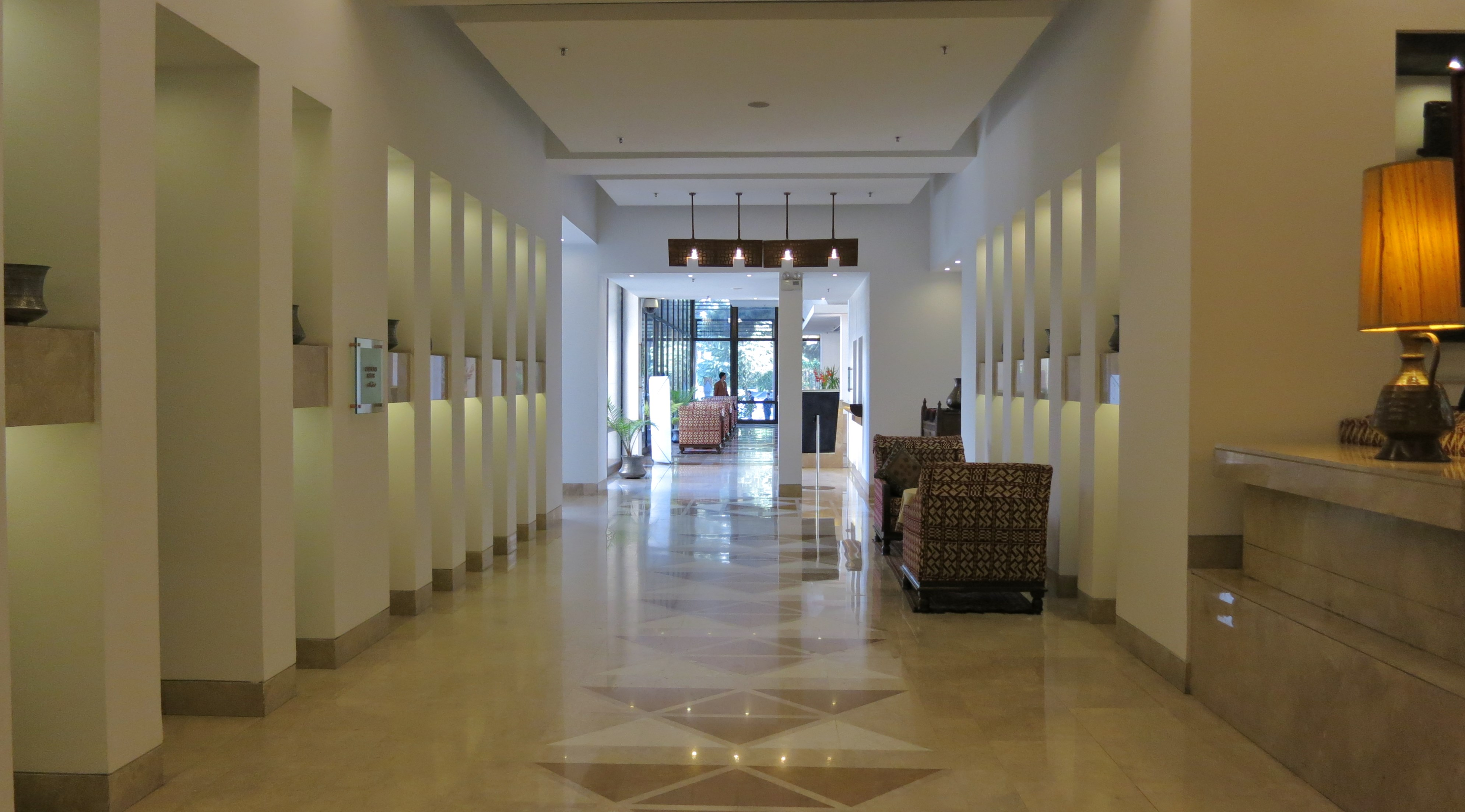
داخل فندق سيرينا كابول

تحتوي كابول على العديد من الفنادق ودور الضيافة، والمعالم السياحية.  كما يحتوي مطار كابول الدولي على محطة دولية وأخرى محلية. هناك أيضًا محطة حافلات، والتي توفر خدمة النقل بالحافلات إلى محافظات أخرى من البلاد. 
يستضيف ملعب غازي (الملعب الوطني) مباريات كرة القدم في كثير من الأحيان. توجد بجوار الملعب ساحة للتزلج الداخلي تسمى سكيتستان Skateistan. هناك صالتان للبولينج، الأولى تسمى برافو: بولينج وكافية Bravo Bowling and Cafe والثانية تسمى  ستريكر بولينج Striker Bowling. وهناك أيضًا منتزهان مائيان داخليان، والعديد من نوادي السنوكر والبلياردو في أجزاء مختلفة من المدينة. وفيما يلي بعض المواقع البارزة التي يمكن للمسافرين زيارتها في ولاية كابول:

### مسجد عبد الرحمن
يعد مسجد عبد الرحمن، الذي اكتمل بناؤه في أواخر عام 2009م، واُفتتح رسميًا في يوليو 2012م، أحد أكبر المساجد في كابول. وهو يقع بجوار حديقة زارنغار في حي وزير أكبر خان في المدينة، وليس بعيدًا عن فندق سيرينا كابول.

### أرج
"أرج" تعني "القلعة" في اللغة البشتونية . تم بناء Arg بعد تدمير بالا حصار Bala Hissar في عام 1880م من قبل القوات الهندية البريطانية

### باجة بابر

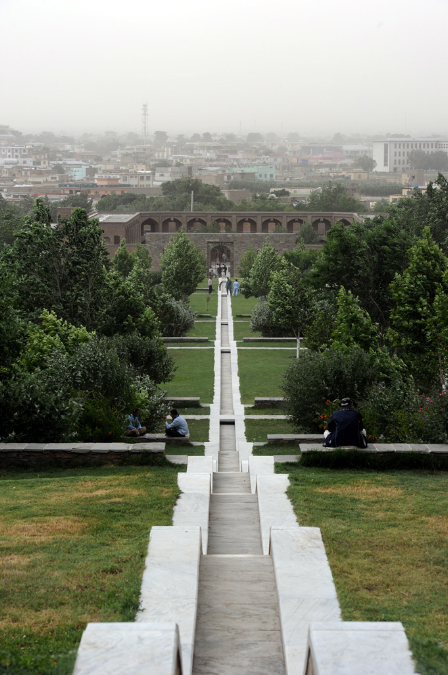
حدائق بابر

حدائق بابر، هي حديقة تاريخية في كابول. إنه مكان استراحة ظهير الدين بابر ، أول إمبراطور للإمبراطورية المغولية. يُعتقد أن الحدائق تم تطويرها في القرن السادس عشر عندما أصدر بابر أوامره ببناء حديقة شارع في المدينة، والتي وصفها بتفصيل في مذكراته، بابنامه. 

### بالا حصار
تعد قلعة بالاحصار قلعة، يُعتقد أنها بنيت منذ أكثر من 1500 عام. لقد تم تدميرها آخر مرة من قبل البريطانيين في القرن التاسع عشر، وتم التخلي عنها بعد ذلك. وجاري ترميمها. 

### تشيهيل سوتون
تم بناء قصر تشيهيل سوتون في أواخر القرن التاسع عشر، من أجل حبيب الله خان، الذي كان أميرًا في ذلك الوقت. وقد تم استخدامه لاحقًا في المقام الأول كدار ضيافة للدبلوماسيين والشخصيات المهمة مثل: الرئيس الأمريكي أيزنهاور، وسكرتير الحزب الشيوعي في الاتحاد السوفيتي نيكيتا خروتشوف.

### قصر دار الأمان
تم بناء قصر دار الأمان (قصر الملك) للملك أمان الله خان. والقصر يقع مباشرة مقابل مبنى البرلمان (الجمعية الوطنية في أفغانستان) في الجزء الجنوبي من المدينة.

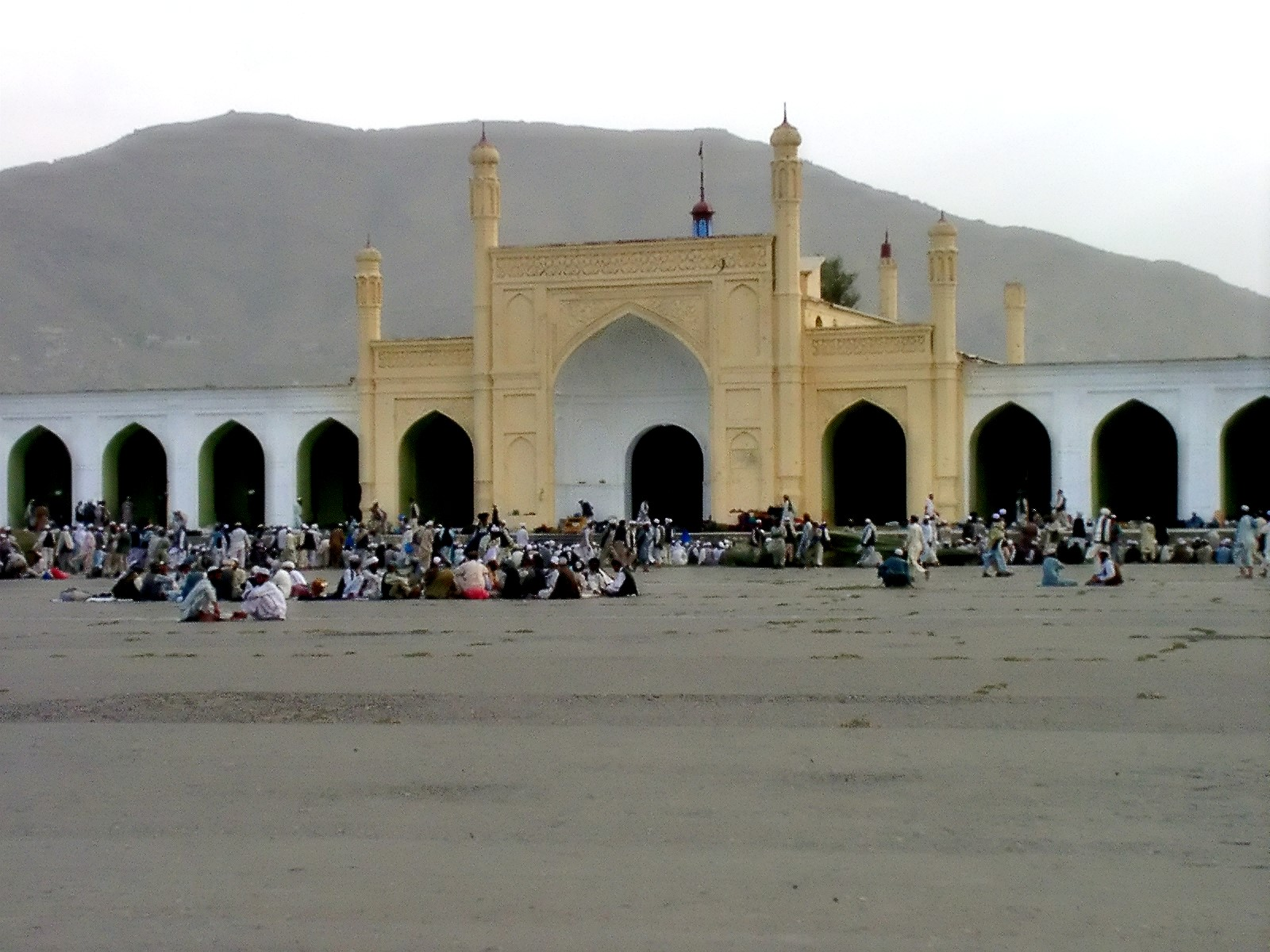
مسجد عيد غا (كابول)

### مسجد عيد غا
يعد مسجد عيد غا أحد أقدم وأكبر المساجد في كابول. والأهمية  التاريخية للمسجد تناظر الأهمية التاريخية لمسجد الملك فيصل في إسلام آباد في باكستان، حيث كان كبار المسؤولين وأثرياء المدينة يؤدون صلاة العيد هناك.

### حديقة حبيب الله زازاي
تعد حديقة حبيب الله زازاي، أكبر حديقة ترفيهية تقع في أحمد شاه بابا مينا وما حولها، والتي تقع في أقصى شرق كابول. تقع الحديقة على تلة، وتوفر مساحة كبيرة لرياضة المشي مع إطلالات جميلة على المدينة.  هناك ايضًا حديقة أخرى تسمى حديقة المدينة، وهي أصغر بكثير من حديقة زازاي، وتقع بالقرب من حديقة حيوان كابول.

### حديقة حيوان كابول
تضم حديقة حيوان كابول حوالي 280 حيوانًا، بما في ذلك 45 نوعًا من الطيور والثدييات و36 نوعًا من الأسماك.  ومن بين الحيوانات التي تضمها الحديقة: أسدان، وخنزير، والأخير يعد من الأمور النادرة  للغاية في أفغانستان.  يزور حديقة الحيوان ما يصل إلى 5000 شخص خلال عطلات نهاية الأسبوع. 

### المتحف الوطني الأفغاني
يقع المتحف الوطني الأفغاني بجوار قصر دار الأمان، في الجزء الجنوبي الشرقي من المدينة. لقد كانت مجموعة المتحف في وقت سابق واحدة من أهم المجموعات في آسيا الوسطى،  حيث تضم أكثر من 100000 قطعة يعود تاريخها إلى عدة آلاف من السنين. ومع بداية الحرب الأهلية في عام 1992م، تعرض المتحف للنهب والسرقة عدة مرات، الأمر الذي أدى إلى خسارة 70% من 100 ألف قطعة معروضة، (أي ما يعادل 70000 قطعة).  منذ عام 2007م، ساعدت العديد من المنظمات الدولية في استعادة أكثر من 8000 قطعة أثرية، كان آخرها منحوتة من الحجر الجيري من ألمانيا.  تم إرجاع ما يقرب من 843 قطعة أثرية من قبل بريطانيا في عام 2012م، بما في ذلك قطع العاج الشهيرة من باجرام والتي تعود للقرن الأول. 

### باغمان

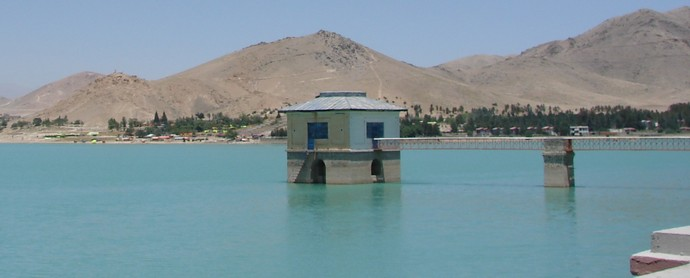
تقع منطقة نزهة قرغا بين كابول وبغمان

تم استخدام باغمان تاريخيًا بوصفها مصيف. يذهب معظم الناس إلى هناك للتخييم والرحلات البرية (المشي لمسافات طويلة) ورؤية القصور الكبيرة على الطراز الأوروبي، وغيرها من الأبنية، بما في ذلك قلعة باغمان التي تم بناؤها مؤخرًا. وهي تقع شمال غرب كابول. تقع منطقة نزهة قارغا على الطريق المؤدي إلى باغمان. وتقوم الحكومة بتطوير المنطقة لجذب المزيد من الزوار. كما يتواجد هناك العديد من الأماكن، لتناول الطعام والاسترخاء.

### قصر تاج بيك
تم بناء قصر تاج بيك (قصر الملكة) في العشرينيات من القرن العشرين من قبل الملك أمان الله خان لزوجته الملكة ثريا طرزي. ويقع قصر تاج بيك بالقرب من قصر دار الأمان. وكان أحد أهداف بناء القصر أن تناقش نساء أفغانستان قضاياهن مع الملكة. وكان هناك حفل آخر مخصص للنساء فقط. فقد كانت أفغانستان دائمًا دولة محافظة للغاية حيث لا يجلس الرجال والنساء معًا، أو يحتفلون معًا.

## قندهار

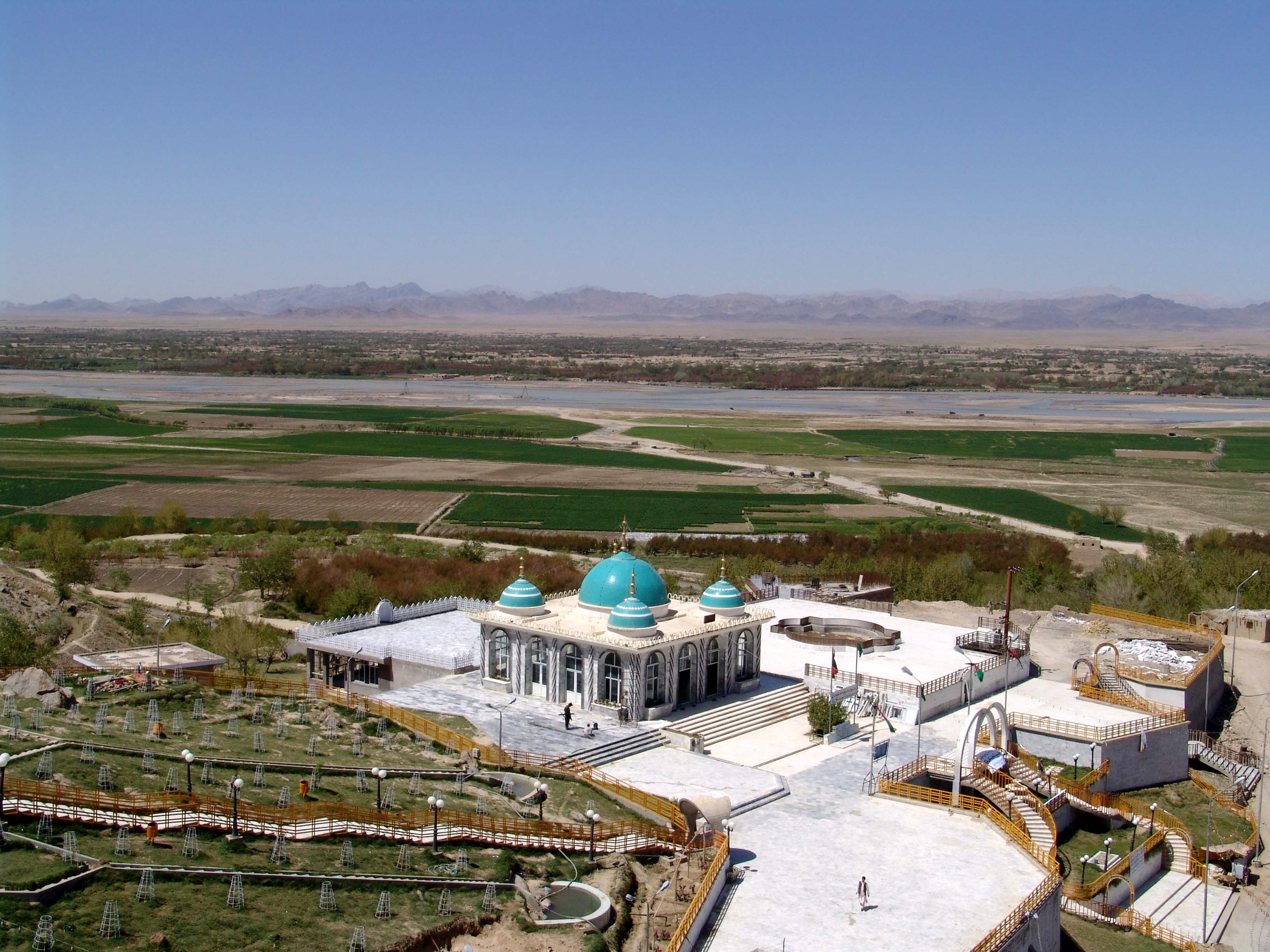
مرقد بابا والي بجوار نهر أرغنداب في قندهار

تجنب السياح الأجانب منذ فترة طويلة زيارة ولاية قندهار، بسبب انعدام الأمن بها. وعلى الرغم من ذلك، فقد زار عدد من الأجانب المحافظة في السنوات الأخيرة.  تقع مدينة آينو مينا في شمال شرق قندهار، وتضم عددًا من المساجد الكبيرة والحدائق والفنادق وأماكن التسوق وتناول الطعام والمرافق الرياضية، وما إلى ذلك. كما يوجد في آينو مينا محطة حافلات.  وتوجد محطة آخرى في الطرف الغربي من قندهار.  وفيما يلي بعض المواقع البارزة، التي يمكن للمسافرين والسياح زيارتها في ولاية قندهار:
- حديقة تشيلزينا (موقع تاريخي في ساربوزا)
- سد دحلة (يقع في منطقة شاه والي كوت على بعد حوالي 30 دقيقة بالسيارة شمال المدينة)
- مايواند (حيث دارت معركة مايواند الشهيرة عام 1880م بين القوات الأفغانية والقوات البريطانية )
- ضريح ميرويس الهوتكي (يقع في مرويس مينا في الجزء الغربي من قندهار)
- مونديجاك (موقع في وادي السند )
- نارانجي كالا (تعني "القلعة البرتقالية")
- منطقة ريج (منطقة نزهة حيث يتسابق الرجال بسيارات الدفع الرباعي في الكثبان الرملية)
- ضريح الرداء (مقابل منزل حاكم قندهار)
- ضريح بابا والي (تلة مليئة بالأشجار توفر إطلالات رائعة على نهر أرغنداب والمزارع)
- ضريح شير سورخ (مكان تتويج أحمد شاه الدراني )

## كابيسا
فيما يلي بعض المواقع البارزة، التي يمكن للمسافرين والسياح زيارتها في مقاطعة كابيسا:
- دير شوتوراك

## خوست
فيما يلي بعض المواقع البارزة، التي يمكن للمسافرين والسياح زيارتها في مقاطعة خوست:
- مسجد خوست

## كونار
فيما يلي بعض المواقع البارزة، التي يمكن للمسافرين والسياح زيارتها في ولاية كونار:
- وادي كورنجال

## قندوز
وفيما يلي بعض المواقع البارزة، التي يمكن للمسافرين والسياح زيارتها في ولاية قندوز:
- وادي نهر قندوز

## لغمان
فيما يلي بعض المواقع البارزة، التي يمكن للمسافرين والسياح زيارتها في ولاية لغمان:
- قلعة السراج
- مسجد الحاج دنيا جول نيازي الجامع

## لوغار
فيما يلي بعض المواقع البارزة، التي يمكن للمسافرين والسياح زيارتها في مقاطعة لوغار:
- موقع منجم آيناك الأثري

## ننكرهار

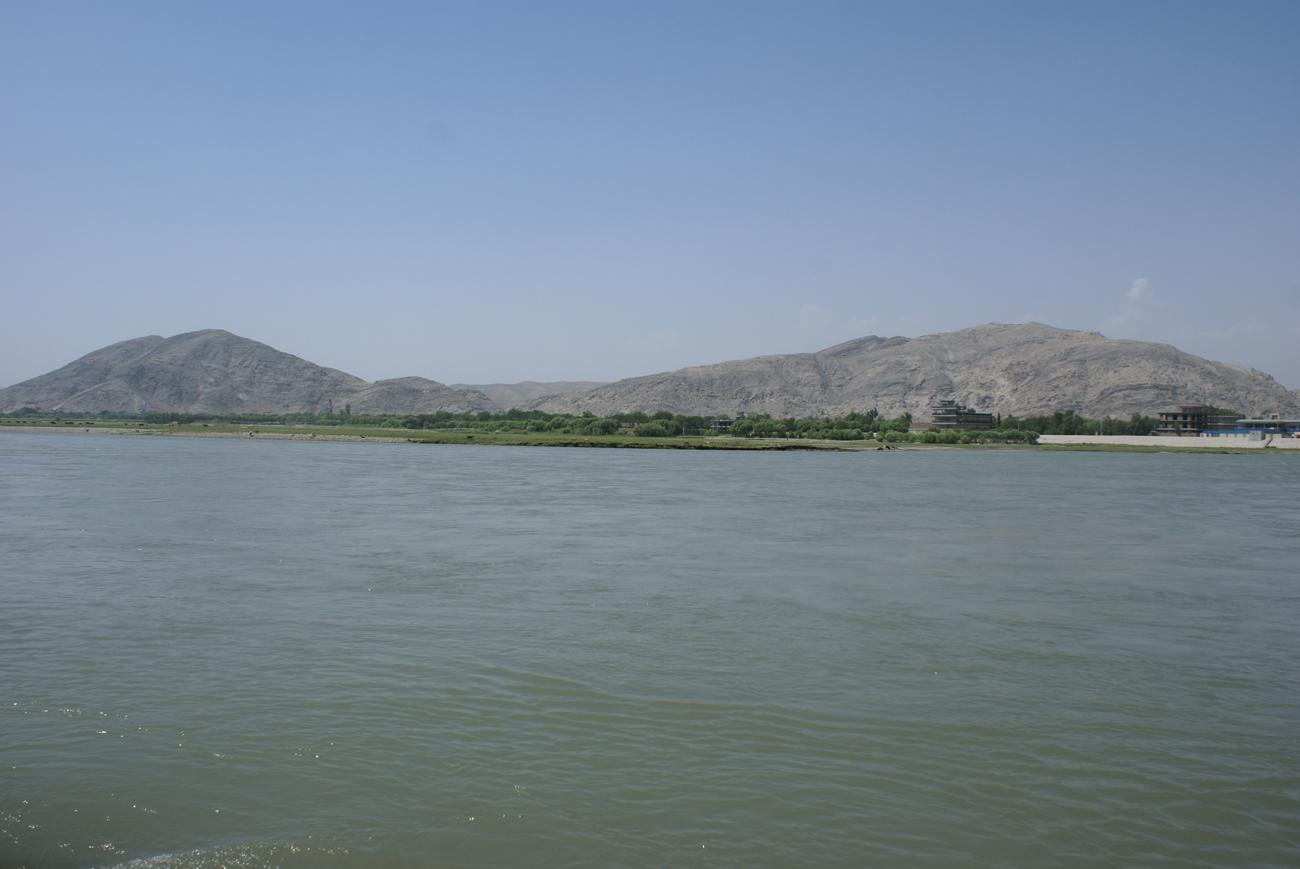
نهر كابول بالقرب من جلال آباد في مقاطعة ننكرهار

جلال آباد، عاصمة ولاية ننكرهار، تحتوي على عدد من الفنادق والمعالم السياحية. فيما يلي بعض المواقع البارزة، التي يمكن للمسافرين والسياح زيارتها في مقاطعة ننكرهار:
- حديقة أمير حبيب الله خان (عبر الشارع من حديقة سراج الإمارات)
- سد درونتا
- بلدة غازي أمان الله خان (منتزه غازي أمان الله خان واستاد غازي أمان الله خان الدولي للكريكيت )
- ضريح أمان الله خان (حديقة سراج الإمارات)
- ضريح خان عبد الغفار خان
- ضريح محمد جول خان موماند
- تورخام (معبر حدودي بين أفغانستان وباكستان)
- متحف مقاطعة ننغرهار

## نيمروز
وفيما يلي بعض المواقع البارزة، التي يمكن للمسافرين والسياح زيارتها في ولاية نيمروز:
- سد كمال خان (الحديقة الوطنية)
- زرنج (مدينة حدودية بالقرب من الحدود الأفغانية الإيرانية )
- حصن إبراهيم خان سنجراني

## نورستان
وفيما يلي بعض المواقع البارزة، التي يمكن للمسافرين والسياح زيارتها في مقاطعة نورستان:
- منتزه نورستان الوطني

## أوروزغان
فيما يلي بعض المواقع البارزة، التي يمكن للمسافرين والسياح زيارتها في مقاطعة أوروزغان:
- نهر تيري رود

## باكتيا
فيما يلي بعض المواقع البارزة، التي يمكن للمسافرين والسياح زيارتها في مقاطعة باكتيا:
- وادي شاه كوت
- جبل سيكارام على الحدود الأفغانية الباكستانية
- قلعة بالا حصار في غارديز

## باكتيكا
فيما يلي بعض المواقع البارزة، التي يمكن للمسافرين والسياح زيارتها في ولاية باكتيكا:
- نهر جومال

## بنجشير
فيما يلي بعض المواقع البارزة، التي يمكن للمسافرين والسياح زيارتها في ولاية بنجشير:
- ضريح أحمد شاه مسعود في بازارك
- وادي بنجشير

## باروان
فيما يلي بعض المواقع البارزة، التي يمكن للمسافرين والسياح زيارتها في محافظة باروان:
- ممر سالانج
- جبال سالانج
- ممر شيبار
- ممر كوشان

## سامانجان
فيما يلي بعض المواقع البارزة، التي يمكن للمسافرين والسياح زيارتها في محافظة سامانجان:
- تخت رستم
- كهف مالك
- هزار سوم

## ساري بول
فيما يلي بعض المواقع البارزة، التي يمكن للمسافرين والسياح زيارتها في مقاطعة ساري بول:
- نهر بلخاب
- نهر ساري بول

## تخار
فيما يلي بعض المواقع البارزة، التي يمكن للمسافرين والسياح زيارتها في ولاية تخار:
- موقع آي خانم الأثري

## ورداك
فيما يلي بعض المواقع البارزة، التي يمكن للمسافرين والسياح زيارتها في مقاطعة وردك:
- وادي تانجي
- ممر حاجيغاك
- وادي سنغلاخ

## زابل
فيما يلي بعض المواقع البارزة، التي يمكن للمسافرين والسياح زيارتها في ولاية زابل:
- قلعة غلزاي في قلات غلجي
- كوه البرز

## القضايا الثقافية والأمنية
أفغانستان بلد إسلامي يحظر فيه الكحول والمخدرات. في الإسلام يسمى السائح أو المسافر مسافرًا. ويتم التعامل مع هذا الشخص بشكل عام باعتباره دبلوماسيًا ويحظى بحماية جيدة في ظل الثقافة الأفغانية. المسجد هو المكان الآمن، وملاذ الحماية القصوى ضد أولئك الذين يريدون إحداث الأذى. على الرغم من أن الأفغان عمومًا ودودون جدًا تجاه السياح أو المسافرين، إلا أن عمليات الاختطاف، من أجل الحصول على فدية لا تزال موجودة في البلاد.   حيث تم  في الماضي اختطاف وقتل العديد من السياح الأجانب في أفغانستان.  إن العثور على مرشد سياحي يكون صادقًا، ويمكن الوثوق به، إنما هو بمثابة مفتاح الأمان في أفغانستان.
في يونيو 2022م، قال المتحدث باسم حركة طالبان ذبيح الله مجاهد إن "بإمكان أي شخص" زيارة أفغانستان للسياحة،  وعليه، بدأت وزارة الإعلام والثقافة في الترويج لذلك، مع زعمها أن أفغانستان أصبحت آمنة الآن.  ومع ذلك، فهذا لا يعني أن الذخائر غير المنفجرة، أو الألغام الأرضية لم تعد موجودة، لأنها على الأرجح لا تزال موجودة.   

## الطوابع
فيما يلي سلسلة من الطوابع البريدية القديمة لأفغانستان، في فترة الخمسينيات والستينيات والسبعينيات من القرن العشرين، والتي تعمل على الترويج للسياحة في البلاد.

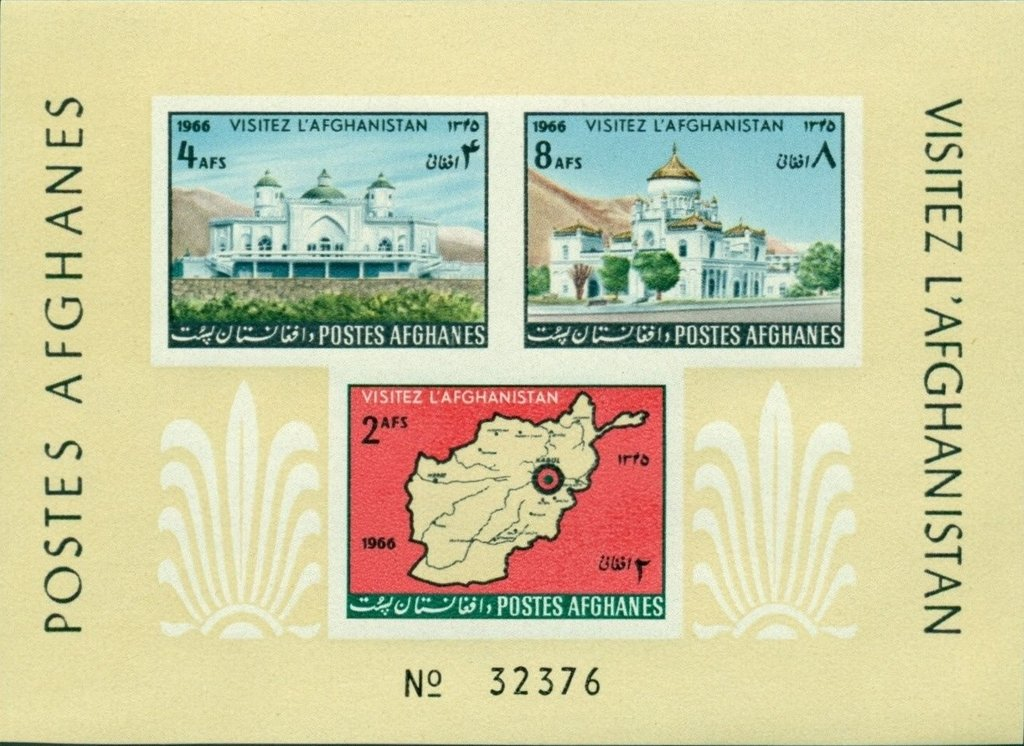
قصر باغ بالا وضريح عبد الرحمن خان، وكلاهما في كابول
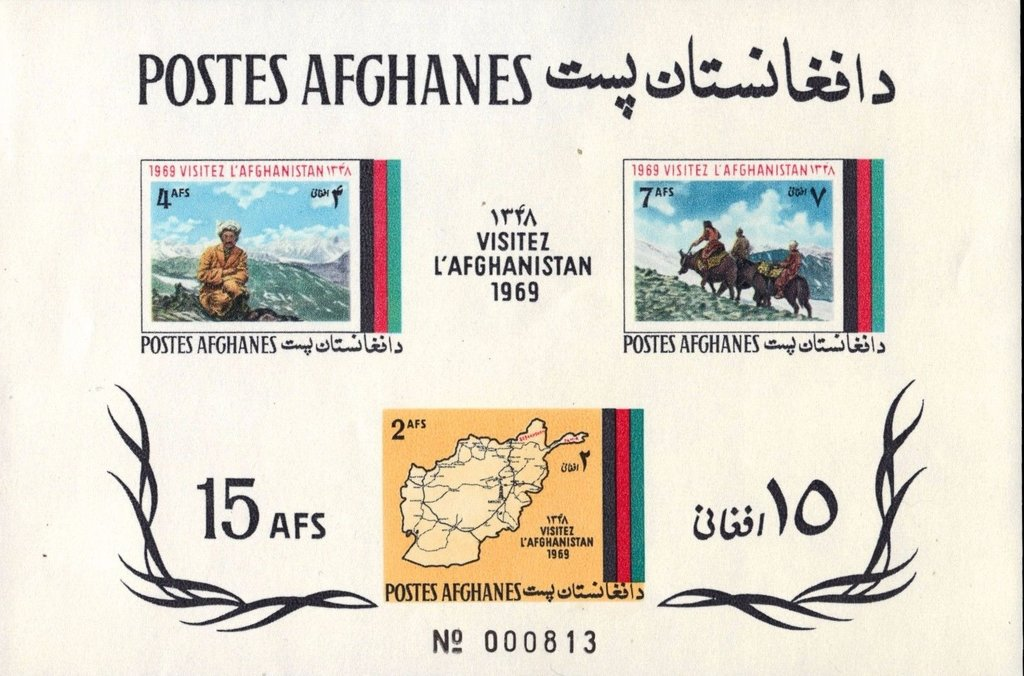
منطقة بدخشان وجبال بامير
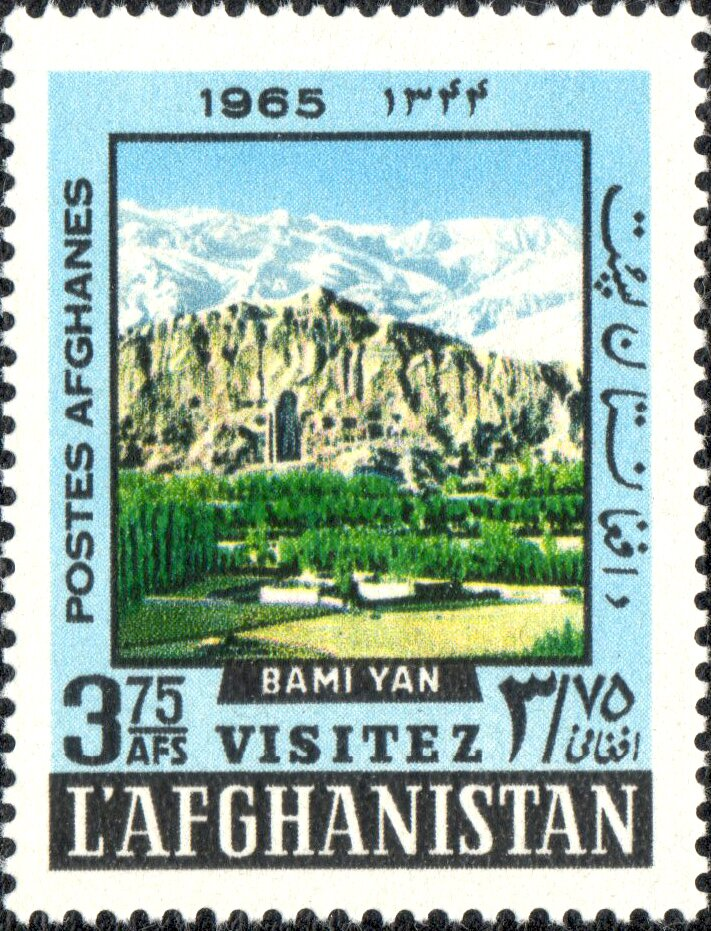
تماثيل بوذا في باميان
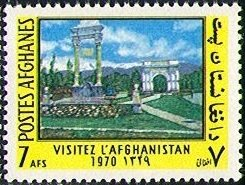
قوس النصر في باغمان
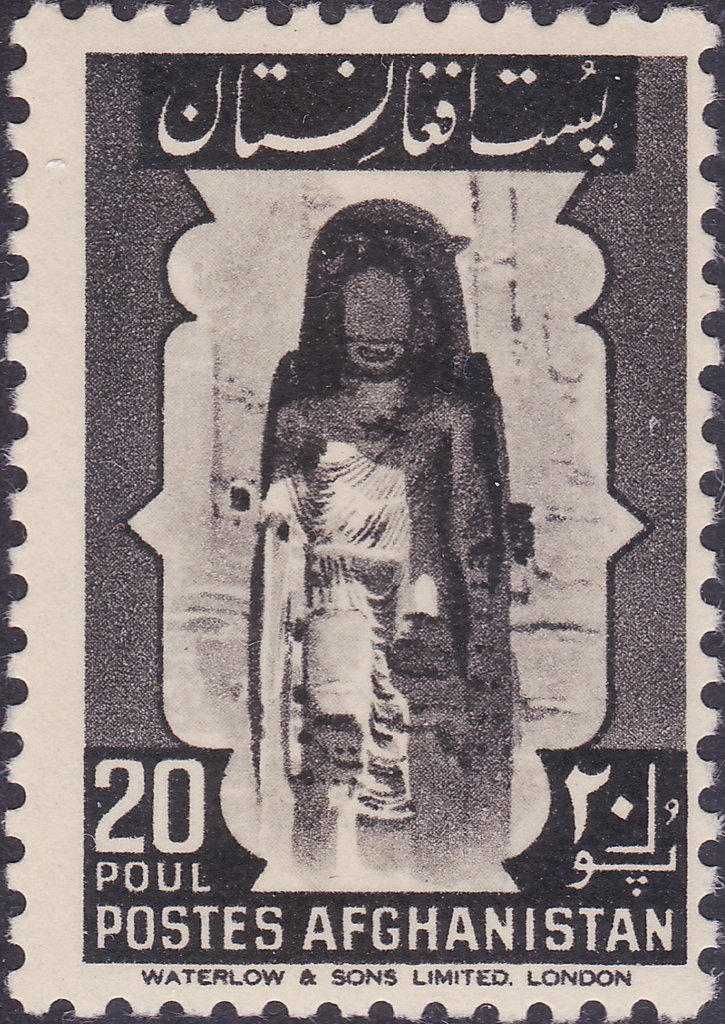
طابع بريدي يحمل طابع بامييان (1951م) صادر عن البريد الأفغاني

## روابط خارجية
- "Afghanistan safe for foreigners: Canadian tourist". Pajhwok Afghan News. 1 مارس 2022.
- Documentary film about Story Palace على يوتيوب, Aug. 22, 2016, Arg (Office of the President of Afghanistan).